# 할로우 맨
《할로우 맨》(영어: Hollow Man)은 2000년에 개봉한 SF 공포 스릴러 영화이다. H. G. 웰스의 고전 소설 "투명 인간"(1897)을 기반으로 앤드루 W. 말로가 각본을 쓰고 파울 페르후번 감독이 연출했다. 엘리자베스 슈, 케빈 베이컨, 조시 브롤린 등이 출연하였다.
영화는 베이컨이 연기한 천재 과학자 서배스천이 인체 실험으로 투명인간이 된 뒤 점차 인간성을 잃고 폭주하며 벌어지는 참극을 그린다. 2001년 제73회 아카데미상 시각효과상 후보에 올랐으나 《글래디에이터》(2000)에게 상을 넘겨주었다.
동일한 아이디어를 사용한 속편 《할로우 맨 2》가 2006년 비디오 영화로 출시되었다.

## 줄거리
천재 과학자 서배스천 케인 박사는 국방부 기밀 군사 실험인 투명인간 프로젝트 팀장이다. 오랜 연구 끝에 마침내 투명해진 생물체를 원래대로 되돌리는 약물을 발견한 서배스천은, 동료 과학자인 린다, 맷, 세라, 카터, 재니스, 프랭크와 함께 투명해진 암고릴라를 복귀시키는 데 성공한다. 성공에 도취된 서배스천은 전 애인이었던 린다와의 관계를 되돌리고 싶어 하지만, 린다는 이미 맷과 연인이 되어있다.
프로젝트 결과를 발표하는 자리에서 서배스천은 아직 성공하지 못했다고 국방부에 거짓 보고를 하고, 대신 인체 실험을 허가해 달라는 요구를 한다. 실험 대상은 서배스천 자신이었다. 실험은 성공하고 서배스천은 완전한 투명인간이 된다. 서배스천은 3일 동안 투명인간으로 지내면서 평소의 장난기를 뽐내며 동료들을 놀래거나 희롱한다. 동료들은 그를 우려하기 시작한다.
불행히도 복귀 실험은 실패하고 서배스천은 거의 죽을 뻔하다 살아난다. 이후 복귀 방법을 찾아낼 때까지 서배스천은 연구실 안에 격리된다. 동료들은 서배스천이 보이도록 라텍스로 피부를 만들어 붙이고 선글라스를 씌워 눈을 보호해주는 한편, 매일 밤 당직을 서며 그를 감시한다. 하지만 격리 기간은 점점 길어지고 서배스천은 짜증을 낸다. 카터가 당직을 서는 날 서배스천은 연구실을 뛰쳐 나가 차를 타고 집으로 간다. 매일 밤 알몸을 훔쳐 보던 옆집 여자를 발견하자 서배스천은 피부를 벗어던지고 투명한 상태로 그녀의 집에 쳐들어가 강간한다. 돌아온 서배스천에게, 린다는 다시 탈출하게 되면 국방부에 보고하겠다고 경고한다.
하지만 서배스천의 비행은 계속되고, 연구실 여자들은 서배스천이 자신들을 훔쳐 보는 게 아닌가 하는 불안감을 느낀다. 프랭크의 당직 날, 서배스천은 열 감지 카메라를 조작해서 자신이 연구실 안에 있는 것처럼 위장해 놓고 린다의 집으로 간다. 그곳에서 린다와 맷이 섹스하는 것을 목격한 서배스천은 연구실로 돌아와서는 크게 분노하며 실험용 개를 죽여 버린다. 서배스천이 다시 탈출한 것을 알게 된 린다와 맷은 국방부 크레이머 박사에게 이를 보고한다. 그러나 두 사람이 돌아간 뒤 투명한 서배스천이 박사를 붙잡아 수영장에 던져넣어 익사시킨다.
연구실 구성원들은 마침내 서배스천을 붙잡기 위해 모인다. 서배스천은 통신을 차단하고, 엘리베이터 암호를 재설정해서 이들이 연구실 밖으로 나갈 수 없게 만든 뒤, 동료들을 차례로 학살하기 시작한다. 재니스가 첫 번째로 습격당해 목졸려 죽는다. 맷과 카터가 함께 마취총을 들고 맞섰다가 카터가 머리를 철봉에 찍혀 죽는다. 세라는 마취당한 뒤 목이 꺾여 죽고, 프랭크는 린다와 맷을 돕다가 뒤에서 기습당해 가슴이 꿰뚫린다. 서배스천은 마지막으로 린다와 맷을 냉동 창고에 가둬버린 뒤 황산을 혼합해 시한폭탄을 만들어 연구실을 터지게 해둔 뒤에 떠나려고 한다.
그러나 린다는 제세동기를 이용해 간이 자석을 만들어 창고 자물쇠를 열고, 떠나려던 서배스천에게 화염방사기를 쏜다. 이에 서배스천은 피부가 다 타버린다. 린다를 죽이려는 서배스천을 맷이 뒤에서 크로우바로 찔러 쓰러뜨린다.
폭탄이 터지기 시작하고 린다와 맷은 엘리베이터 통로를 사다리를 타고 올라간다. 그러나 아직 죽지 않은 서배스천이 린다 발목에 매달린다. 서배스천이 린다에게 입을 맞추려들자, 린다는 받아주는 척하며 디디고 서있던 엘리베이터의 케이블을 끊어버린다. 서배스천은 엘리베이터와 함께 떨어져 불길 속으로 사라진다. 린다와 맷은 끝내 살아남아 구출된다.

## 출연
- 엘리자베스 슈 - 린다 매케이 역
- 케빈 베이컨 - 서배스천 케인 박사 역
- 조시 브롤린 - 매슈 "맷" 켄징턴 박사 역
- 킴 디킨스 - 세라 케네디 박사 역
- 그레그 그런버그 - 카터 애비 역
- 조이 슬로트닉 - 프랭크 체이스 역
- 메리 랜들 - 재니스 월턴 역
- 윌리엄 더베인 - 하워드 크레이머 박사 역
- 로나 미트라 - 서배스천의 이웃 역
- 파블로 에스피노사 - 경비원 에드 역
- 마고 로즈 - 마사 크레이머 역

## 반응

### 평가
듀나는 진부한 서사와 배우가 낭비된 전형적 인물들을 지적하였지만, 투명인간을 묘사한 특수효과와 연출 방식만으로도 본전을 건지는 영화로 단평하였다. 별점은 4점 만점에 2.5점이다.

## 우리말 녹음
| KBS 성우진 (2003년 4월 12일) - 최병상 - 서배스천(케빈 베이컨) - 안경진 - 린다(엘리자베스 슈) - 이재용 - 맷(조시 브롤린) - 엄주환 - 크레이머 박사(윌리엄 더베인) - 김영진 - 카터(그레그 그런버그) - 임미진 - 세라(킴 디킨스) - 구민선 - 재니스(메리 랜들) - 박상훈 - 프랭크(조이 슬로트닉) - 서문석 - 제인 - 변영희 - 소방수 | SBS 성우진 (2008년 6월 22일) - 김일 - 서배스천(케빈 베이컨) - 윤성혜 - 린다(엘리자베스 슈) - 김영선 - 맷(조시 브롤린) - 김서영 - 세라(킴 디킨스) - 이상훈 - 카터(그레그 그런버그) - 김호성 - 프랭크(조이 스롤트닉) - 임은정 - 재니스(메리 랜들) - 송두석 - 크레이머 박사(윌리엄 더베인) - 이재정 - 크레이머 부인(마고 로즈) - 조예신 - 아이들의 엄마(켈리 스콧) / 시스템 음성 - 조영호 - 경비원(파블로 에스피노사) - 김용준 - 노숙자(지미 F. 스캐그스) / TV 방송 진행자 |  |